# Twente Cup 2013
In het weekeinde van 31 augustus en 1 september 2013 was de Twentsche Golfclub organisator van de Twente Cup. Een toernooi, dat zijn eerste editie kende in 1929, was ook dit jaar weer een spannende wedstrijd over 2 dagen. Door een samenwerking met de PGA Holland en de mogelijkheid om een wildcard te verdienen voor het KLM Open waren de beste pro’s van Nederland richting Twente vertrokken om te strijden om de Twente Cup.

## Wedstrijdverslag

### Dag 1 – Een schitterend decor
Een golfbaan in topconditie en gunstige weersomstandigheden gaven de golfers de mogelijkheid om lage scores neer te zetten. En die mogelijkheid werd meteen gegrepen! Liefst elf pro’s zetten een score onder par neer, met onder andere Robin Swane, Sven Maurits en Ramon Schilperoord op -4. De thuisspelende Andrew Allen was ook volop betrokken in de strijd voorin door de 67 slagen die hij nodig had voor de eerste ronde. Aan de leiding ging echter Xavier Ruiz Fonhof, die rond kwam in 66 slagen. De best geklasseerde amateur was op dat moment Floris van Zijp van de Twentsche Golfclub die een ronde van 72 (level par) liet noteren.

### Dag 2 – Strijd in de wind
Met een veld dat dicht op elkaar zat, kon het niet anders dan een spannende strijd worden. Vele toeschouwers liepen dan ook mee met de laatste flight, om te kijken wie er uiteindelijk weg zou lopen van het veld. Echter door een sterk opstekende wind was het moeilijk om die dag echt een verschil te maken. De strijd om de koppositie werd stuivertje wisselen tussen Ruiz Fonhof, Swane en Schilperoord. Met nog 9 holes te gaan en 2 birdies op rij naam de laatstgenoemde de leiding. Echter het ‘slechts’ maken van een par op de par-5 12e gaf de achtervolgende Swane en Ruiz Fonhof de kans om terug te komen. Ook Allen mocht op deze hole een birdie noteren en er leken weer kansen te komen om de Twentsche pro terug te zien op het KLM Open. Helaas deden de vele puttjes die op de rand bleven steken hem de das om en vond hij zichzelf uiteindelijk terug op een verdienstelijke 5de plaats. Een hole verderop bleek Schilperoord de leidende positie niet vast te kunnen houden en moest 2 bogeys toestaan, terwijl Swane en Ruiz Fonhof doorgingen op de ingeslagen weg.
Het zou uiteindelijk aankomen op de laatste hole; een par-5 van 460 meter met wind vol van voren en twee man die toe dan toe een gelijk aantal slagen op de kaart had staan. Een lastige opgave zo leek het, maar deze longhitters kregen hun ballen met 2 ferme klappen op de green. Allebei een putt van zo’n 8 meter over. Swane ligt net iets verder en mag eerst. Met de pin lastig gestoken op een verraderlijk plateau, glijdt de bal richting de hole. Goed op lijn en even lijkt hij er in te gaan, maar nee, hij blijft vlak voor de hole liggen. Dan is de beurt aan Ruiz Fonhof, die eenzelfde soort putt heeft. Het plateau op, de bal pakt de verwachte break mee, langzaam richting de hole, zet de laatste kromming in en... een kreet van vreugde terwijl Ruiz Fonhof de lucht in springt. Met een eagle en één slag verschil is hij de winnaar van de Twente Cup!
De zilveren beker en de wildcard voor het KLM Open neemt hij in het onlangs verbouwde clubhuis met een grote glimlach in ontvangst. Hij is in ieder geval volgende week te bewonderen én natuurlijk volgende jaar. Want met zijn belofte om zijn titel te komen verdedigen, is de eerste inschrijving voor de editie van 2014 al binnen.

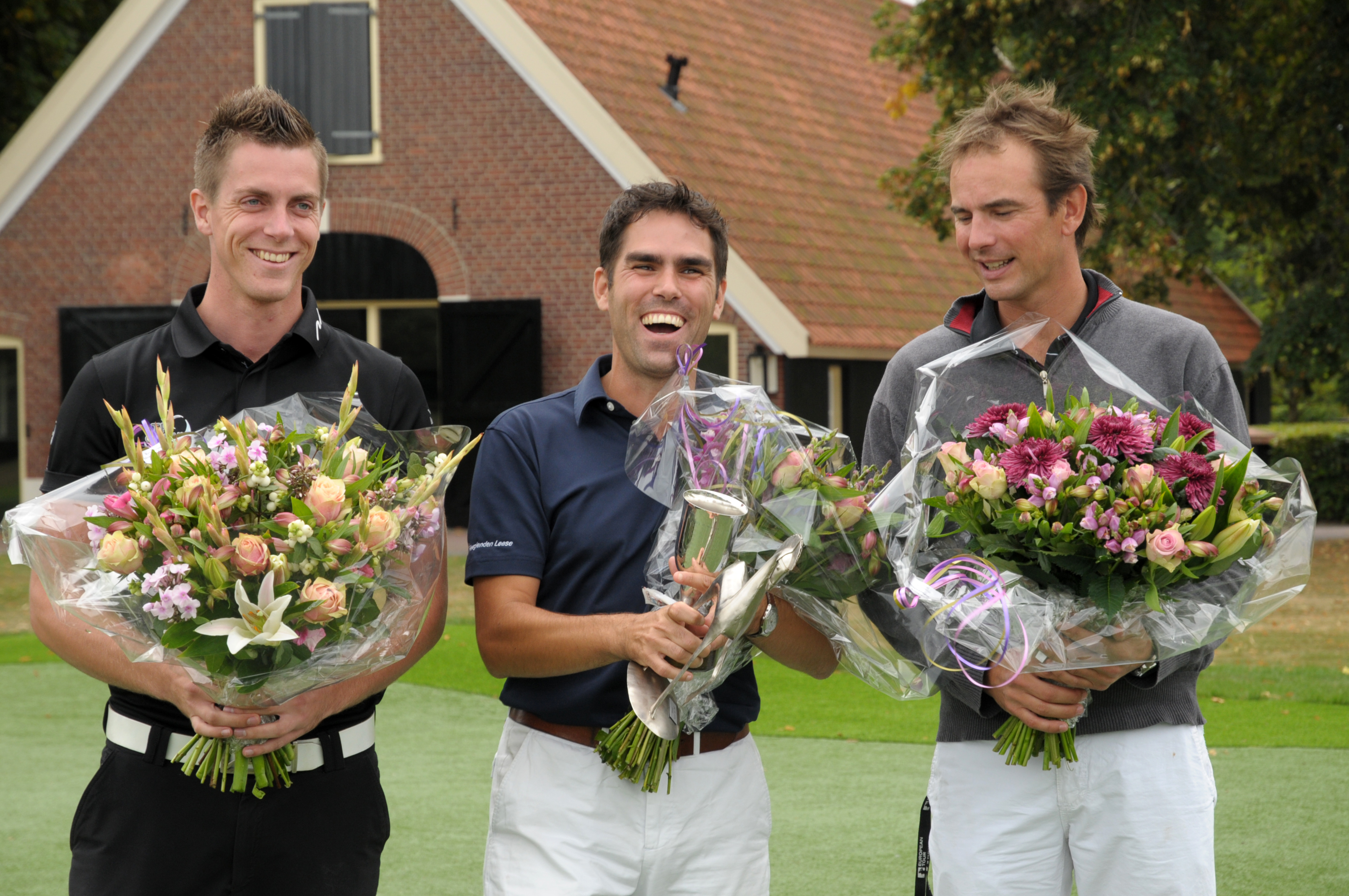
Podium van de Twente Cup 2013 (vlnr): Sven Maurits (3de), Xavier Ruiz Fonhof (winnaar), Robin Swane (2de)

| Speler                | Ronde 1 | Ronde 1 | Stand | Ronde 2 | Ronde 2 | Totaal | Stand |
| --------------------- | ------- | ------- | ----- | ------- | ------- | ------ | ----- |
| Xavier Ruiz Fonhof    | 66      | -6      | 1     | 70      | -2      | -8     | 1     |
| Robin Swane           | 68      | -4      | T3    | 69      | -3      | -7     | 2     |
| Sven Maurits          | 68      | -4      | T3    | 69      | -3      | -6     | 3     |
| Ramon Schilperoord    | 68      | -4      | T3    | 71      | 4       | -5     | 4     |
| Andrew Allen          | 67      | -5      | 2     | 73      | +1      | -4     | 5     |
| Inder van Weerelt     | 69      | -3      | 6     | 72      | par     | -3     | 6     |
| Gary Jack             | 72      | par     | T7    | 72      | par     | -2     | T7    |
| Nicolas Nubé          | 72      | par     | T12   | 71      | -1      | -1     | T7    |
| Edward de Jong        | 74      | +2      | T26   | 70      | -2      | par    | 9     |
| Mark Reynolds         | 73      | +1      | T20   | 73      | +1      | +2     | T10   |
| Tjeerd Staal          | 73      | +1      | T20   | 73      | +1      | +2     | T10   |
| Floris de Haas        | 72      | par     | T13   | 74      | +2      | +2     | T10   |
| Hiddo Uhlenbeck       | 70      | -2      | T6    | 76      | +4      | +2     | T10   |
| Floris van Zijp (Am)* | 72      | par     | T12   | 79      | +7      | +7     | T29   |

| Leider |  | Beste toernooiscore |  | * = beste amateur |

- Scores

## Spelers
| - Andrew Allen - Martijn van Baars - Geert-Jan Bakker - Daniel Balvert - Hayo Bensdorp - Martin Biersteker - Rinus van Blankers - John Boerdonk (2008) - Twan Boerdonk - Vince Bredt - Bas Brouwer - Danny de Busser - Ben Collier (2010) - Fabien Van Damme - Bobbie van Deijl - Edward de Jong - Dennis Deegen - Edwin Derksen - Ko Dooms - Jan Dorrestein (1981) - Celso Dos Santos Cyrus - James Doughtie - Maarten van Eijck | - Martijn van Eijk - Martin Groenendaal - Reinier Groenendijk - Floris de Haas - Andrew Hastie - Jan-Willem van Hoof - Tjerk van der Horst - Arjan van Houten - Jos van den Hurk - Thomas IJland - Garry Jack - Florus Josten - Jules Kappen - Gerrald Komduur - Willem Kruysifix - Sven Maurits - Michael Meerman - Jeffrey Meijer - Thomas Merkx - Ralph Miller - Lawrence Möger - Wiljan van Mook | - Jan Maarten Nijhoff - Nicolas Nubé - Rob Oosting - Roderick Paardekooper - Patrick de Reus - Mark Reynolds (2005, 2007) - Alain Ruiz Fonhof (2009) - Xavier Ruiz Fonhof - Bas Scheepens - Ramon Schilperoord - Brian Schutz - Andrew Scullion - André Seepma - Bryan Seton - Tjeerd Staal - Joost Steenkamer (1998, 2002) - Arjan Stokman - Ronald Stokman - Robin Swane - Hiddo Uhlenbeck - Joes van Uden - Bronno Valk | - Guido van der Valk - Ricardo van de Venn - Dennis Viergever - Marcel Vollema - Peter Vrakking - Wouter de Vries - Inder van Weerelt (2011) Amateurs - Ernst Eijsvogel - Frank Engel - Sebastian Hamers - Tim Huuskes - Harry de Jong - Rob Menting - Tim Nuyts - Pieter Overweg - Paul Scholte op Reimer - Marc Suton - Jeroen Winterink - Ruben van der Zaag - Floris van Zijp |

## Sponsors

### Hoofdsponsor
Van Lanschot

### Sponsors
Kendall Mason, Urenco, The Wash, Rabobank, Ten Hag, PricewaterhouseCoopers, Pongers, Ufeks, Jumbo Golfwereld, We Create It
1929 ·
1930 ·
1931 ·
1932 ·
1933 ·
1934 ·
1935 ·
1936 ·
1937 ·
1938 ·
1939 ·
1940 ·
1941 ·
1942 ·
1943 ·
1944 ·
1946 ·
1947 ·
1948 ·
1949 ·
1950 ·
1951 ·
1952 ·
1953 ·
1954 ·
1955 ·
1956 ·
1957 ·
1958 ·
1959 ·
1960 ·
1961 ·
1962 ·
1963 ·
1964 ·
1965 ·
1966 ·
1967 ·
1968 ·
1969 ·
1970 ·
1971 ·
1972 ·
1973 ·
1974 ·
1975 ·
1976 ·
1977 ·
1978 ·
1979 ·
1980 ·
1981 ·
1982 ·
1983 ·
1984 ·
1985 ·
1986 ·
1987 ·
1988 ·
1989 ·
1990 ·
1991 ·
1992 ·
1993 ·
1994 ·
1995 ·
1996 ·
1997 ·
1998 ·
1999 ·
2000 ·
2001 ·
2002 ·
2003 ·
2004 ·
2005 ·
2006 ·
2007 ·
2008 ·
2009 ·
2010 ·
2011 ·
2012 ·
2013